# Lijst van voetbalinterlands Australië - Engeland (vrouwen)
Deze lijst van voetbalinterlands is een overzicht van alle officiële voetbalinterlands tussen de nationale vrouwenteams van Australië en Engeland. De landen hebben tot nu toe zeven keer tegen elkaar gespeeld.

## Wedstrijden
| № | Plaats    | Datum            | Competitie         | Wedstrijd            | Uitslag |
| - | --------- | ---------------- | ------------------ | -------------------- | ------- |
| 1 | Burnley   | 4 september 2003 | Vriendschappelijk  | Engeland − Australië | 1 − 0   |
| 2 | Wolfsburg | 23 juni 2011     | Vriendschappelijk  | Australië − Engeland | 2 − 0   |
| 3 | Nicosia   | 6 maart 2015     | Cyprus Women's Cup | Australië − Engeland | 0 − 3   |
| 4 | Chongqing | 27 oktober 2015  | Vriendschappelijk  | Engeland − Australië | 1 − 0   |
| 5 | Londen    | 9 oktober 2018   | Vriendschappelijk  | Engeland − Australië | 1 − 1   |
| 6 | Brentford | 11 april 2023    | Vriendschappelijk  | Engeland − Australië | 0 − 2   |
| 7 | Sydney    | 16 augustus 2023 | WK 2023            | Australië − Engeland | 1 − 3   |

## Samenvatting
| Competitie         | Totaal gespeeld | Winst Australië | Gelijk | Winst Engeland | Doelsaldo Australië – Engeland |
| ------------------ | --------------- | --------------- | ------ | -------------- | ------------------------------ |
| WK-eindronde       | 1               | 0               | 0      | 1              | 1 − 3                          |
| Cyprus Women's Cup | 1               | 0               | 0      | 1              | 0 − 3                          |
| Vriendschappelijk  | 5               | 2               | 1      | 2              | 5 − 3                          |
| Totaal             | 7               | 2               | 1      | 4              | 6 − 9                          |